# Stereotyp (tryckteknik)

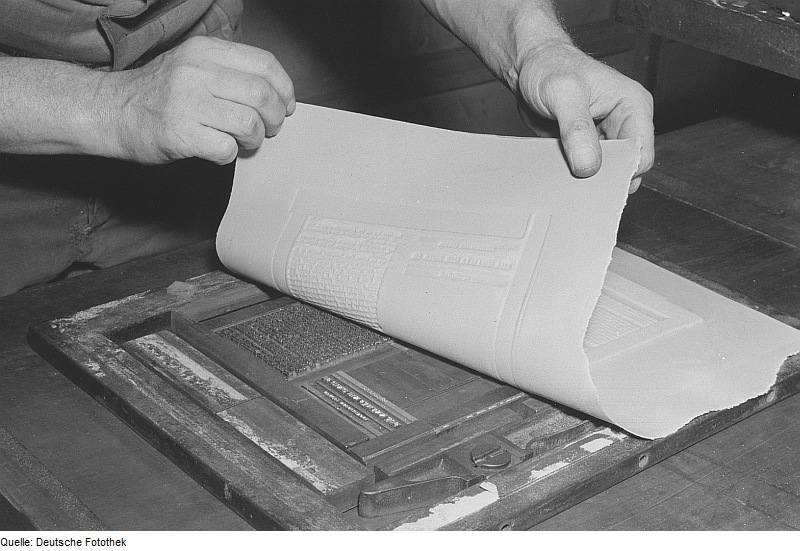
En tryckform av papier-maché skapas för att kunna gjuta en "stereotyp".

Stereotyp, kliché eller cliché är en helgjuten tryckplåt med text och/eller bild, gjuten i en tryckform av papier-maché eller gips. Avgjutningen görs av ett original med satta metalltyper och tryckplåten används sedan vid tryck i stället för originalet vilket förenklar mångfaldigandet av trycksaker. 
Klichéavdrag är en papperskopia av en tryckform för t.ex. ett fotografi. Termen påträffas i arkivförteckningar över bilder.
Ordet "stereotyp" härstammar från grekiskans στερεός (stereos) 'solid', 'fast' och τύπος (tupos) 'avtryck' Äldsta kända användningen av ordet härstammar från 1798 av Firmin Didot för att beskriva en tryckplåt som duplicerade typografi.
Kliché (franska: cliché, av clicher, avklappa) betecknar egentligen detsamma som tyskans abklatsch, sv. avklapp, det vill säga ett avtryck av en upphöjd (fördjupad) bildskrift), taget i en lätt torkande eller hårdnande massa, till exempel starkt olimmat papper (används till exempel vid kopiering av runstenar och monumentala inskrifter).
Inom boktryckeriet betecknade ordet kliché till en början (före uppfinningen av stereotyp) dels den form (matris), som togs i gips, papier-maché, guttaperka eller stilmetall direkt från en stilsats eller en xylografisk träplatta, dels den i denna form senare tagna avbildningar, med vars hjälp nya avtryck kunde tas.
Kliché kallades de illustrationstryckplattorna (av zink eller koppar) som framställdes genom fotomekaniska (kemigrafiska) reproduktionsmetoder efter fotografier, träsnitt och annat tryck, teckningar och så vidare. Detta förfaringssätt bidrog i hög grad till utvecklingen av autotypi och zinkografi. För tryckpressen anbringades klichén på en fot av trä eller metall till samma höjd som bokstavstyperna.
Metoden har funnits länge, även om flera personer såsom Johann Muller i Leiden, William Ged i Edinburgh oberoende av varandra utvecklade metoder att med gipsformar skapa förlagor till gjutning av tryckplåtar.
I bildlig mening betecknas med kliché någonting dussinartat, banalt, icke originellt på litteraturens eller konstens områden.